# Бенсон (Аризона)
Бенсон (англ. Benson) — місто (англ. city) в США, в окрузі Кочіс штату Аризона. Населення — 5355 осіб (2020).

## Географія
Бенсон розташований за координатами 31°54′52″ пн. ш. 110°19′43″ зх. д. / 31.91444° пн. ш. 110.32861° зх. д. (31.914497, -110.328552).  За даними Бюро перепису населення США в 2010 році місто мало площу 107,38 км², з яких 107,25 км² — суходіл та 0,13 км² — водойми.

### Клімат
Місто знаходиться у зоні, котра характеризується кліматом тропічних степів. Найтепліший місяць — липень із середньою температурою 27.7 °C (81.8 °F). Найхолодніший місяць — грудень, із середньою температурою 8.1 °С (46.6 °F).
| Клімат Бенсона          | Клімат Бенсона | Клімат Бенсона | Клімат Бенсона | Клімат Бенсона | Клімат Бенсона | Клімат Бенсона | Клімат Бенсона | Клімат Бенсона | Клімат Бенсона | Клімат Бенсона | Клімат Бенсона | Клімат Бенсона | Клімат Бенсона |
| Показник                | Січ.           | Лют.           | Бер.           | Квіт.          | Трав.          | Черв.          | Лип.           | Серп.          | Вер.           | Жовт.          | Лист.          | Груд.          | Рік            |
| Середній максимум, °C   | 18,1           | 19,8           | 22,8           | 27,4           | 32,6           | 37,5           | 37,1           | 35,6           | 33,8           | 28,6           | 22,7           | 17,8           | 27,8           |
| Середня температура, °C | 8,6            | 9,9            | 12,3           | 15,9           | 20,5           | 25,4           | 27,7           | 26,9           | 24             | 18,2           | 12,2           | 8,1            | 17,5           |
| Середній мінімум, °C    | −0,9           | 0,1            | 1,7            | 4,3            | 8,4            | 13,2           | 18,2           | 18,4           | 14,2           | 7,8            | 1,7            | −1,6           | 7,2            |
| Норма опадів, мм        | 30.5           | 30.5           | 22.9           | 10.2           | 7.6            | 7.6            | 68.6           | 73.7           | 33             | 25.4           | 17.8           | 30.5           | 353.1          |
| Днів з опадами          | 5,6            | 5,2            | 4,5            | 2,2            | 2              | 2,3            | 9,8            | 10,8           | 5,4            | 4,3            | 3,1            | 5,2            | 60,4           |
| Днів зі снігом          | 0,4            | 0,4            | 0,1            | 0              | 0              | 0              | 0              | 0              | 0              | 0              | 0              | 0,3            | 1,2            |
| ----------------------- | -------------- | -------------- | -------------- | -------------- | -------------- | -------------- | -------------- | -------------- | -------------- | -------------- | -------------- | -------------- | -------------- |
| Джерело: Weatherbase    |                |                |                |                |                |                |                |                |                |                |                |                |                |

## Демографія
Згідно з переписом 2010 року, у місті мешкало 5105 осіб у 2369 домогосподарствах у складі 1404 родин. Густота населення становила 48 осіб/км².  Було 2941 помешкання (27/км²).
Расовий склад населення:
| - 87,8 % — білих - 1,0 % — корінних американців - 1,0 % — чорних або афроамериканців - 0,7 % — азіатів - 0,2 % — вихідців з тихоокеанських островів - 5,8 % — осіб інших рас |

До двох чи більше рас належало 3,6 %. Частка іспаномовних становила 22,1 % від усіх жителів.
За віковим діапазоном населення розподілялося таким чином: 18,0 % — особи молодші 18 років, 50,7 % — особи у віці 18—64 років, 31,3 % — особи у віці 65 років та старші. Медіана віку мешканця становила 52,5 року. На 100 осіб жіночої статі у місті припадало 93,8 чоловіків;  на 100 жінок у віці від 18 років та старших — 92,4 чоловіків також старших 18 років.

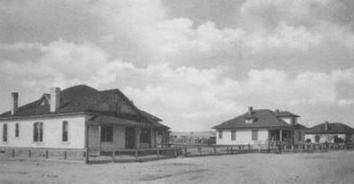
Бенсон в 1900 р.

Середній дохід на одне домашнє господарство  становив 40 572 долари США (медіана — 32 010), а середній дохід на одну сім'ю — 46 500 доларів (медіана — 39 533). Медіана доходів становила 39 068 доларів для чоловіків та 35 429 доларів для жінок. За межею бідності перебувало 22,1 % осіб, у тому числі 26,7 % дітей у віці до 18 років та 15,5 % осіб у віці 65 років та старших.
Цивільне працевлаштоване населення становило 1481 осіб. Основні галузі зайнятості: освіта, охорона здоров'я та соціальна допомога — 27,5 %, роздрібна торгівля — 17,0 %, публічна адміністрація — 14,0 %.